# Jiufen
Koordinaten: 25° 6′ N, 121° 51′ O

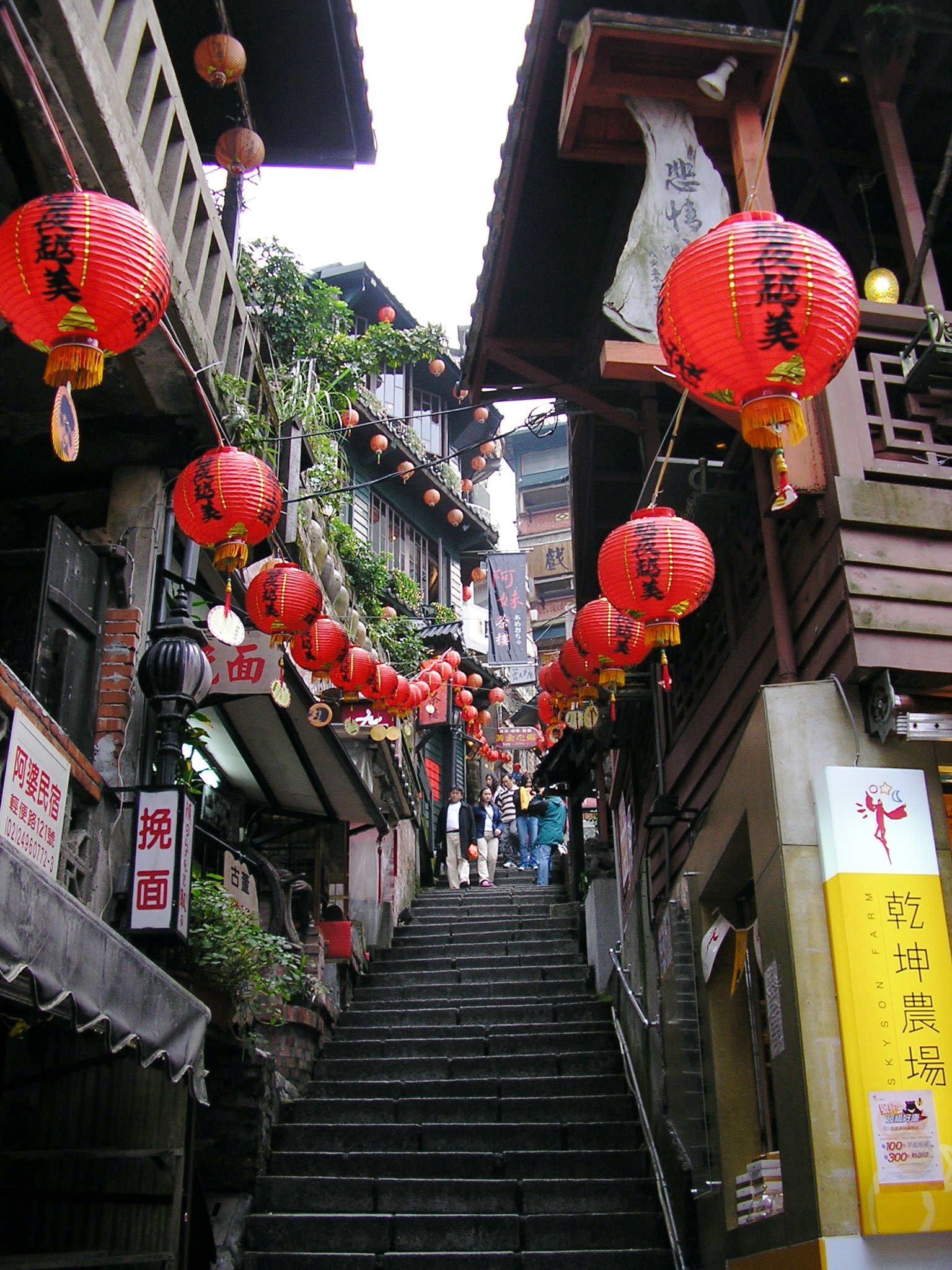
Jiufen, Taiwan

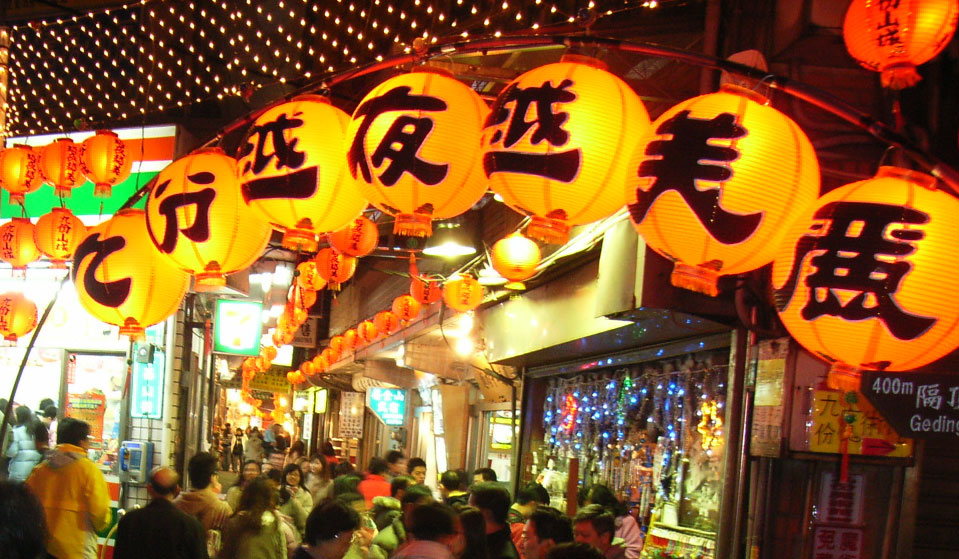
Jiufen bei Nacht

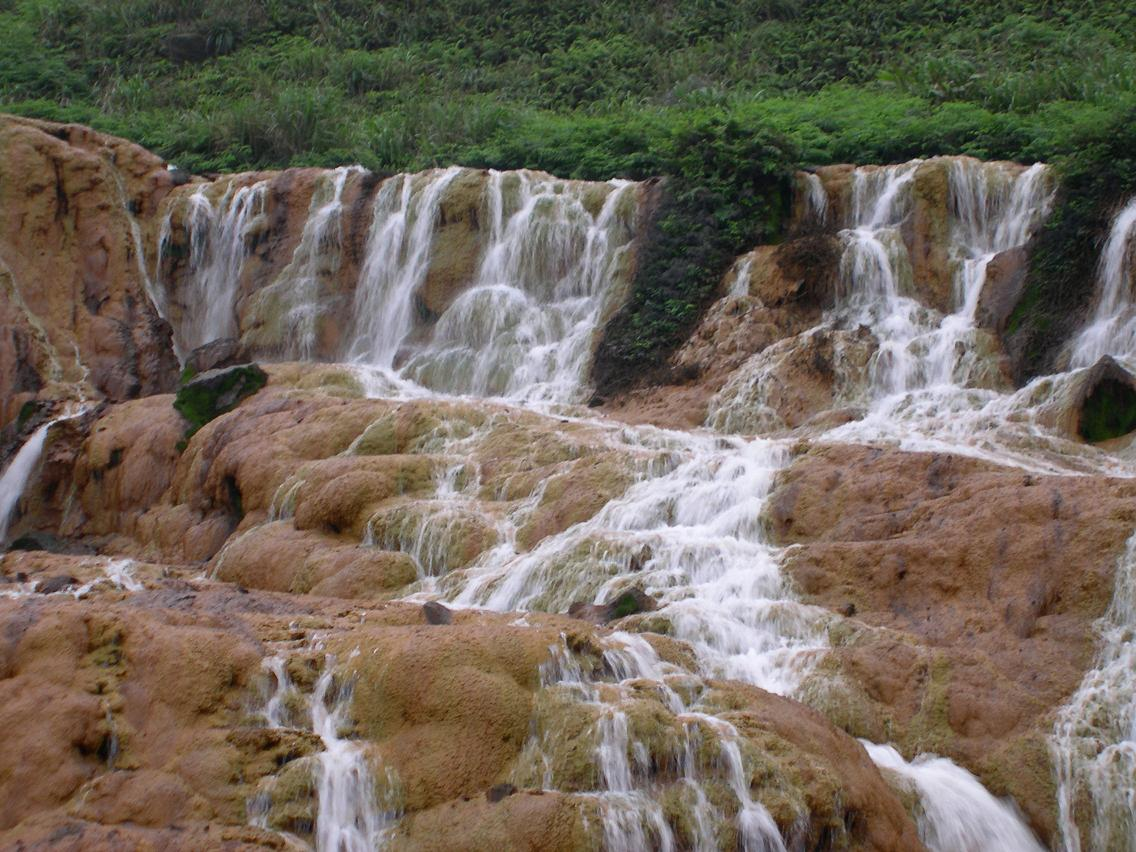
Goldener Wasserfall, Jinguashi

Jiufen, auch Jioufen oder Chiufen (chinesisch 九份, Pinyin Jiǔfèn, W.-G. Chiu3-fen4), ist ein Bergort im Bezirk Ruifang der Stadt Neu-Taipeh im Norden Taiwans. Er liegt etwa 10 km östlich von Keelung nahe der Nordostküste Taiwans am Ostchinesischen Meer.

## Geschichte
Während der Anfänge der Qing-Dynastie bestand der Ort aus neun Haushalten. Versorgungslieferungen kamen über den Seeweg, von denen der Ort jeweils „neun Teile“ anforderte. Jiufen (auf Chinesisch „neun Teile“) wurde somit später zum Namen des Ortes.
Jiufen war bis 1893, als Gold in seiner Nähe entdeckt wurde, ein abgeschiedener Ort. Der anschließende Goldrausch ließ den Ort schnell zu einer Stadt anwachsen und erreichte seinen Höhepunkt unter der japanischen Herrschaft. Man trifft heute noch auf Spuren der japanischen Vergangenheit, wie z. B. das Kronprinzenchalet im nahen Ort Jinguashi (金瓜石), das in Erwartung des Besuches des japanischen Kronprinzen von der Bergwerksgesellschaft Tanaka gebaut wurde. In den 1930er Jahren nahm der Goldbergbau ab und der Kupferabbau zu. Während des Zweiten Weltkrieges wurde in Jinguashi das Kriegsgefangenenlager Kinkaseki errichtet, in dem etwa 1000 alliierte (hauptsächlich britische) Kriegsgefangene aus Singapur interniert wurden, welche unter unmenschlichen Bedingungen im nahen Kupferbergwerk arbeiten mussten. Ein Drittel der Kriegsgefangenen überlebte den Krieg nicht.
Die Erzförderung nahm nach dem Zweiten Weltkrieg ab, bis das Bergwerk schließlich 1971 geschlossen wurde. Jiufen verlor schnell an Bedeutung und geriet zeitweise in Vergessenheit.

## Tourismus
Jiufen wurde 1989 zu neuem Leben erweckt, als der Regisseur Hou Hsiao-hsien mit seinem Film Die Stadt der Traurigkeit einen Kassenschlager landete. Dieser Film behandelte zum ersten Mal den sogenannten Zwischenfall vom 28. Februar 1947 – die blutige Niederschlagung von Unruhen in der taiwanischen Bevölkerung durch die neuangekommenen Nationalchinesen. Dieser Vorfall galt bis dato als Tabuthema und wurde in der Öffentlichkeit kaum thematisiert.
Die nostalgischen Filmszenen, die in Jiufen gedreht wurden, sowie das anschließende Medienecho führten Anfang der 90er Jahre zu einem Boom, da die Stadt zahlreiche Touristen anzog. Etliche Cafés im chinesischen Retro-Stil, Teehäuser und Souvenirläden wurden eröffnet, deren Namen oftmals auf den Film „City of Sadness“ anspielten.
Gegenwärtig ist Jiufen ein beliebtes Touristenziel Taiwans und zieht viele Wochenendausflügler aus Taipeh an. Auch bei japanischen Touristen ist es beliebt, wegen des Gerüchtes, dass das Stadtzentrum 2001 für den Anime-Film Chihiros Reise ins Zauberland Modell stand. Dies wurde allerdings von Miyazaki selbst verneint.
Die umgebenden Berge sind mit Wanderwegen gut erschlossen, die Ausblick auf die Ortschaften, die Überreste der Bergwerksanlagen und das naheliegende Meer geben. Bemerkenswert sind hier der Goldene Wasserfall und die Yinyang-Bucht, die vom mineralhaltigen Bergwasser gelb eingefärbt werden. Kurios mutet der Teekannenberg an, dessen Spitze in bestimmten Blickwinkeln die Form einer Teekanne annimmt.
Der Gold Ecological Park informiert über die Geschichte des Bergbaus und den Goldrausch; u. a. kann ein echter Bergwerksstollen besichtigt werden.

## Regionale Lebensmittel
- A-Zhu Erdnuss-Eisrolle
- Ah Gan Taro-Bällchen
- A-Mei Teehaus
- Zhang Ji Traditionelle Fischbällchen
- Ah Lan Klebreiskuchen

## Anfahrt
- Überlandbusse aus Keelung und Taipeh steuern den Ort an.
- In Ruifang befindet sich der nächste Bahnhof der TRA Yilan Line, der von Jiufen aus in 15 Minuten per Bus zu erreichen ist.